# Flyvågen
Flyvågen är en sjö i Strömsunds kommun i Jämtland och ingår i Ångermanälvens huvudavrinningsområde. Sjön har en area på 0,205 kvadratkilometer och ligger 317,8 meter över havet. Sjön avvattnas av vattendraget Vikan (Vallån).

## Delavrinningsområde
Flyvågen ingår i det delavrinningsområde (705720-149381) som SMHI kallar för Utloppet av Flyvågen. Medelhöjden är 323 meter över havet och ytan är 0,89 kvadratkilometer. Räknas de 12 avrinningsområdena uppströms in blir den ackumulerade arean 136,89 kvadratkilometer. Vikan (Vallån) som avvattnar avrinningsområdet har biflödesordning 3, vilket innebär att vattnet flödar genom totalt 3 vattendrag innan det når havet efter 218 kilometer. Avrinningsområdet består mestadels av skog (44 procent) och sankmarker (30 procent). Avrinningsområdet har 0,21 kvadratkilometer vattenytor vilket ger det en sjöprocent på 23 procent.